# 20e étape du Tour de France 2006
La 20e et dernière étape du cette édition du Tour de France 2006 se court le 23 juillet entre Antony et Paris sur une distance de 154,5 km.

## Profil de l'étape
Il s'agit de la 20e étape de ce Tour 2006.
- 2 ascensions

1. La côte de Gif-sur-Yvette (1,4 km à 5,6 %, 4e catégorie) à 176 m d'altitude au km 43,5 ;
2. Le mont Valérien (1 km à 6,4 %, 4e catégorie) à 129 m d'altitude au km 72.

- 2 sprints de bonifications

1. Au kilomètre 92, à Boulogne-Billancourt ;
2. Au kilomètre 116,5, en Haut des Champs-Elysées.

## Récit

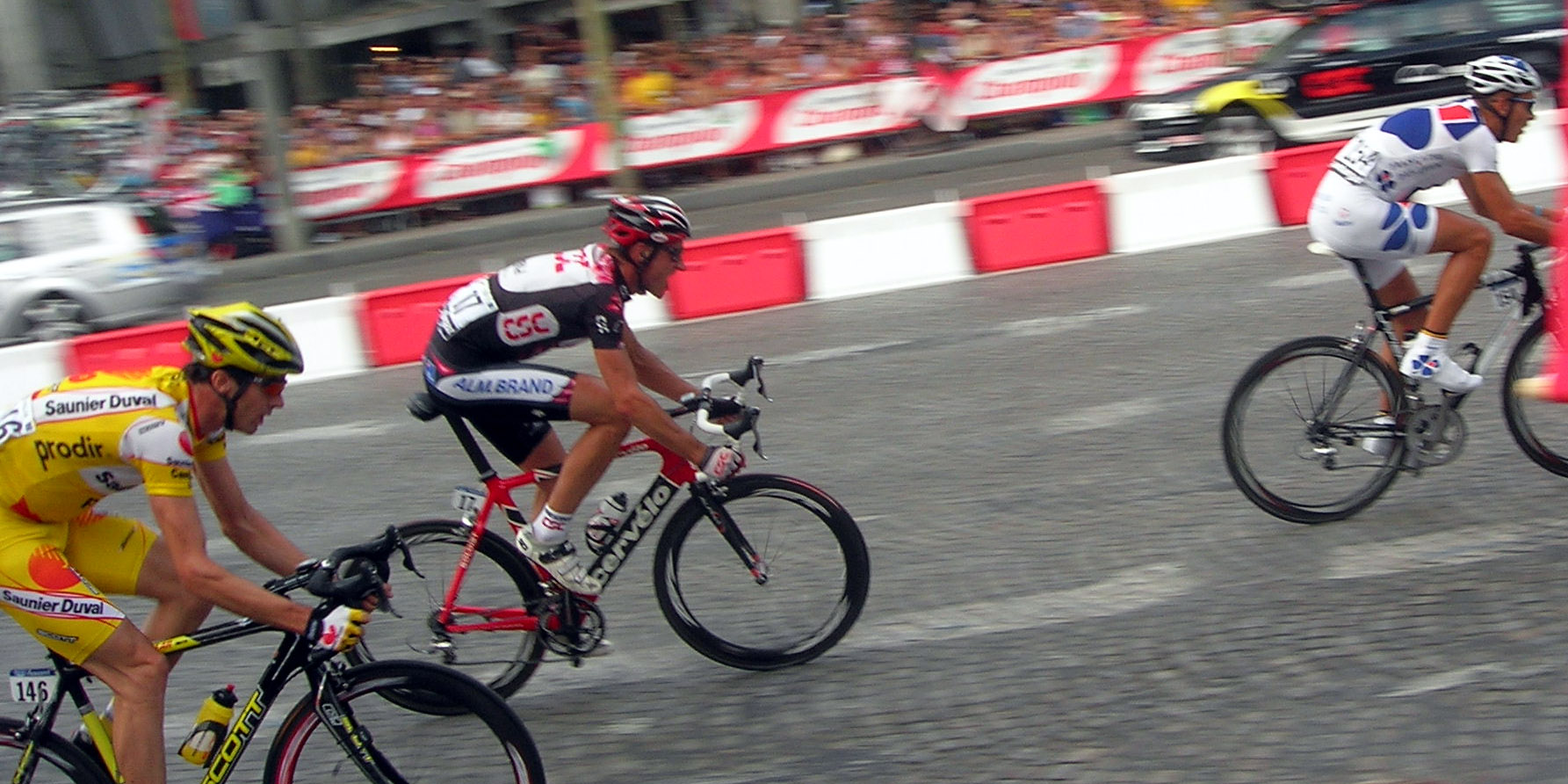
David Millar, Jens Voigt, et Philippe Gilbert accélérant sur les Champs-Élysées.

Florent Brard, le champion de France, est non-partant pour cette dernière étape, à cause de sa chute lors du contre-la-montre de la veille.
Pour honorer la dernière course de Viatcheslav Ekimov de la Discovery Channel, le peloton a décidé de le laisser entrer seul en tête sur les Champs Élysées.

## Classement de l'étape
| \| 1. \| Thor Hushovd \| Norvège \| en \| 3 h 56 min 52 s \| \| 2. \| Robbie McEwen \| Australie \| + \| m.t. \| \| 3. \| Stuart O'Grady \| Australie \| \| m.t. \| \| 4. \| Erik Zabel \| Allemagne \| \| m.t. \| \| 5. \| Luca Paolini \| Italie \| \| m.t. \| \| 6. \| Samuel Dumoulin \| France \| \| m.t. \| \| 7. \| Bernhard Eisel \| Autriche \| \| m.t. \| \| 8. \| Anthony Geslin \| France \| \| m.t. \| \| 9. \| Alessandro Ballan \| Italie \| \| m.t. \| \| 10. \| Peter Wrolich \| Autriche \| \| m.t. \| |                   |           |    |                 |
| 1. | Thor Hushovd      | Norvège   | en | 3 h 56 min 52 s |
| 2. | Robbie McEwen     | Australie | +  | m.t.            |
| 3. | Stuart O'Grady    | Australie |    | m.t.            |
| 4. | Erik Zabel        | Allemagne |    | m.t.            |
| 5. | Luca Paolini      | Italie    |    | m.t.            |
| 6. | Samuel Dumoulin   | France    |    | m.t.            |
| 7. | Bernhard Eisel    | Autriche  |    | m.t.            |
| 8. | Anthony Geslin    | France    |    | m.t.            |
| 9. | Alessandro Ballan | Italie    |    | m.t.            |
| 10. | Peter Wrolich     | Autriche  |    | m.t.            |

- Prix de la combativité : Aitor Hernández  Espagne

## Classement général
| \| DSQ \| Floyd Landis \| États-Unis \| Phonak \| en \| 89 h 39 min 30 s \| \| 1. \| Óscar Pereiro \| Espagne \| Caisse d'Épargne-Illes Balears \| en \| 89 h 40 min 27 s \| \| 2. \| Andreas Klöden \| Allemagne \| T-Mobile \| + \| 32 s \| \| 3. \| Carlos Sastre \| Espagne \| CSC \| \| 2 min 16 s \| \| 4. \| Cadel Evans \| Australie \| Davitamon-Lotto \| \| 4 min 11 s \| \| 5. \| Denis Menchov \| Russie \| Rabobank \| \| 6 min 09 s \| \| 6. \| Cyril Dessel \| France \| AG2R Prévoyance \| \| 7 min 44 s \| \| 7. \| Christophe Moreau \| France \| AG2R Prévoyance \| \| 8 min 40 s \| \| 8. \| Haimar Zubeldia \| Espagne \| Euskaltel-Euskadi \| \| 11 min 08 s \| \| 9. \| Michael Rogers \| Australie \| T-Mobile \| \| 14 min 10 s \| |                   |            |                                |    |                  |
| DSQ | Floyd Landis      | États-Unis | Phonak                         | en | 89 h 39 min 30 s |
| 1. | Óscar Pereiro     | Espagne    | Caisse d'Épargne-Illes Balears | en | 89 h 40 min 27 s |
| 2. | Andreas Klöden    | Allemagne  | T-Mobile                       | +  | 32 s             |
| 3. | Carlos Sastre     | Espagne    | CSC                            |    | 2 min 16 s       |
| 4. | Cadel Evans       | Australie  | Davitamon-Lotto                |    | 4 min 11 s       |
| 5. | Denis Menchov     | Russie     | Rabobank                       |    | 6 min 09 s       |
| 6. | Cyril Dessel      | France     | AG2R Prévoyance                |    | 7 min 44 s       |
| 7. | Christophe Moreau | France     | AG2R Prévoyance                |    | 8 min 40 s       |
| 8. | Haimar Zubeldia   | Espagne    | Euskaltel-Euskadi              |    | 11 min 08 s      |
| 9. | Michael Rogers    | Australie  | T-Mobile                       |    | 14 min 10 s      |

## Classements annexes
| Classement     | Coureur                    | Total             |
| -------------- | -------------------------- | ----------------- |
| points         | Robbie McEwen Australie    | 288 pts           |
| montagne       | Michael Rasmussen Danemark | 166 pts           |
| meilleur jeune | Damiano Cunego Italie      | 89 h 58 min 49 s  |
| équipe         | T-Mobile                   | 269 h 08 min 46 s |

## Sprint intermédiaires
1er Sprint intermédiaire de Boulogne-Billancourt (92 km)
| Premier   | Wim Vansevenant Belgique  | 6 pts et 6 s |
| Second    | Robbie McEwen Australie   | 4 pts et 4 s |
| Troisième | Víctor Hugo Peña Colombie | 2 pts et 2 s |

2e Sprint intermédiaire de Haut des Champs-Elysées (116,5 km)
| Premier   | Fabian Wegmann Allemagne | 6 pts et 6 s |
| Second    | Mikel Astarloza Espagne  | 4 pts et 4 s |
| Troisième | Jens Voigt Allemagne     | 2 pts et 2 s |

## Ascensions
Côte de Gif-sur-Yvette, 4e catégorie (43,5 km)
| Premier   | Michael Rasmussen Danemark | 3 pts |
| Second    | Koos Moerenhout Pays-Bas   | 2 pts |
| Troisième | Bert Grabsch Allemagne     | 1 pts |

Mont Valérien, 4e Catégorie (72 km)
| Premier   | Víctor Hugo Peña Colombie | 3 pts |
| Second    | Fränk Schleck Luxembourg  | 2 pts |
| Troisième | David Arroyo Espagne      | 1 pts |